# Genesis (musikalbum)
Genesis är det tolfte studioalbumet av den brittiska progrockgruppen Genesis, släppt 3 oktober 1983.

## Låtlista
Alla låtar skrivna av Tony Banks, Phil Collins och Mike Rutherford.
Sida ett
1. "Mama" (text: Phil Collins) - 6:46
2. "That's All" (text: Phil Collins) - 4:23
3. "Home by the Sea" (text: Tony Banks) - 4:53
4. "Second Home by the Sea" (text: Tony Banks) - 6:21

Sida två
1. "Illegal Alien" (text: Phil Collins) - 5:14
2. "Taking It All Too Hard" (text: Mike Rutherford) - 3:56
3. "Just a Job to Do" (text: Mike Rutherford) - 4:45
4. "Silver Rainbow" (text: Tony Banks) - 4:28
5. "It's Gonna Get Better" (text: Phil Collins) - 4:59

- Albumversionerna av "Mama" och "It's Gonna Get Better" är förkortade. Fullängdsversionerna släpptes på 12-inch singel (senare även på CD-singel).

## Medverkande
- Phil Collins - sång, trummor, slagverk
- Tony Banks - keyboards, körsång
- Mike Rutherford - gitarrer, basgitarr, körsång